# 107-й арсенал ГРАУ
107-й арсенал ГРАУ (рос. 107-й арсенал ГРАУ МО РФ) — арсенал Головного ракетно-артилерійського управління (ГРАУ) Міністерства оборони РФ, побудований поряд з містом Торопець Тверської області Росії.
Умовне найменування — військова частина 54169-ТТ (-42), колишнє найменування (до 2014) — в/ч 11777.

## Історія
У 2012 році в РФ розпочалась програма вдосконалення системи зберігання боєприпасів, щоб уникнути їх зберігання просто неба. На цю програму було виділено фінансування у розмірі 90 млрд рублів. Міністр оборони Сергій Шойгу заявив, що за цією програмою у 2015 році планувалось побудувати 454 сховища у 13 арсеналах. Заявлялось, що нові сховища матимуть чотирирівневу систему безпеки з інтелектуальним управлінням, в тому числі модернізувався і 107-й арсенал. На будівництво сховищ на його території було виділено 3,5 млрд рублів Під час будівництва декларувалась відповідність самим високим світовим стандартам, у тому числі мінімізація ризиків терористичних актів та відповідність екологічним вимогам
У 2018 році арсенал було модернізовано і додатково проінспектовано заступником міністра оборони РФ генералом Дмитром Булгаковим, який зазначив, що арсенал «дозволяє укрити запаси ракет і боєприпасів від зовнішнього впливу та забезпечити їх збереження та вибухопожежобезпечність. Повне завантаження кожного сховища арсеналу складає до 240 тонн».
Поряд зі сховищами арсеналу було побудовано житловий комплекс блокового типу, який розрахований на розміщення 200 військовослужбовців, обладнаний сауною, спортзалом та кімнатою духовного виховання.
У квітні 2019 року начальник арсеналу полковник Келлерман Євген Олександрович публічно доповідав міністру оборони РФ про введення в експлуатацію 19 нових сховищ загальною площею 22 тис. м², обладнаних пожежною та охоронною сигналізаціями.
Атака 18 вересня 2024
У ніч на 18 вересня 2024 арсенал був атакований, внаслідок чого розпочалась пожежа з наступною детонацією боєприпасів, пізніше з'явились супутникові знімки на яких помітно сильні пошкодження складу
Місцева влада повідомила про падіння уламків кількох дронів. Разом з тим, частина очевидців повідомила про звук реактивного двигуна безпосередньо перед атакою.